# Редхаус
Редхаус (англ. Redhouse; ирл. An Tigh Rua) — деревня в Ирландии, находится в графстве Килкенни (провинция Ленстер).